# Valencia del Mombuey
Valencia del Mombuey est une commune d’Espagne, dans la province de Badajoz, communauté autonome d'Estrémadure.

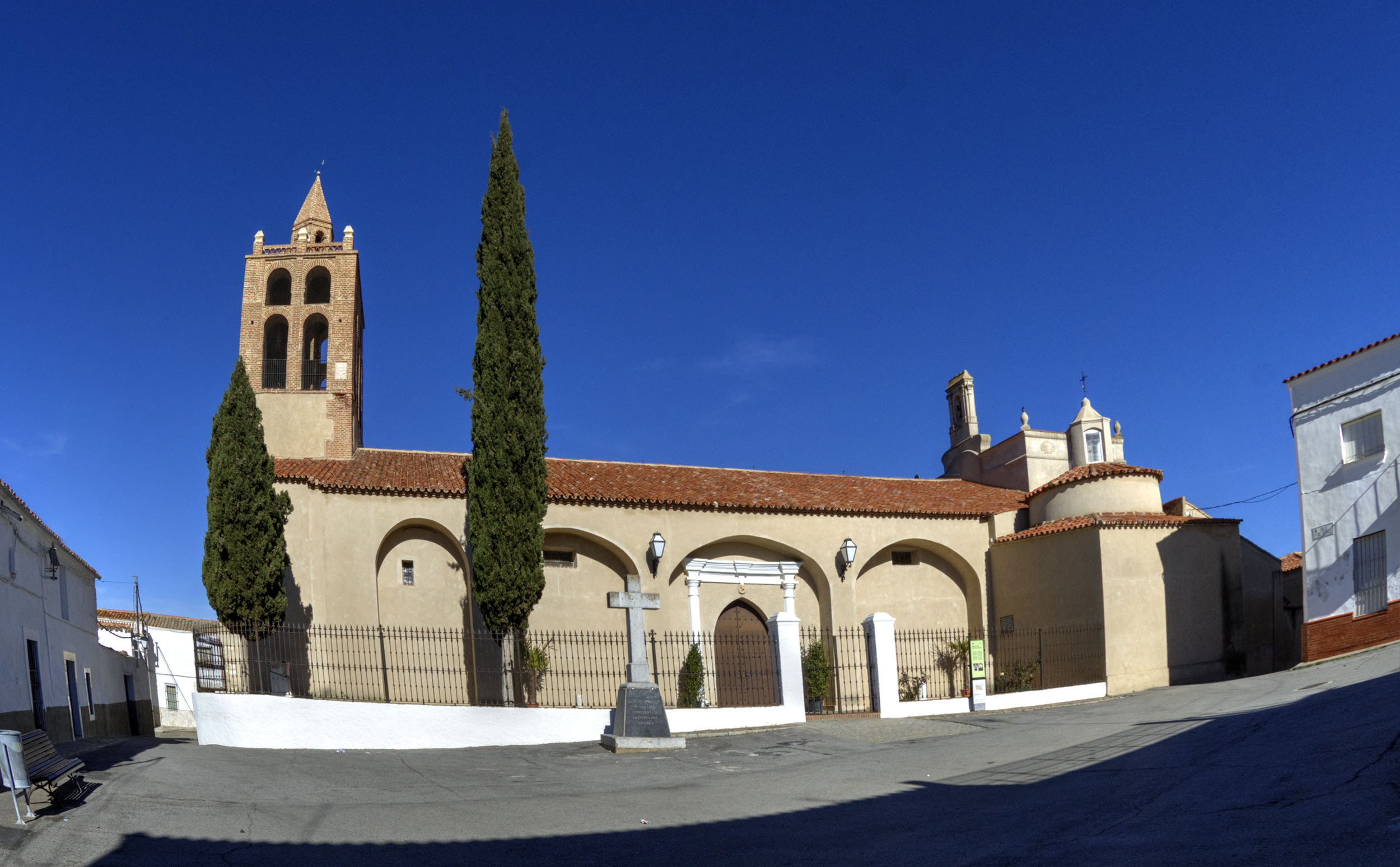
Église paroissiale de la Plaza de España à Valencia de las Torres, Badajoz